# Jonas Pinskus
Jonas Pinskus (ur. 22 września 1959 w Kurszanach) – litewski wioślarz, przedsiębiorca i polityk, brązowy medalista olimpijskich, czterokrotny medalista mistrzostw świata, poseł na Sejm Republiki Litewskiej, przewodniczący Litewskiej Partii Regionów.

## Życiorys
W 1978 ukończył technikum im. Karolisa Didžiulisa w Szawlach. Naukę kontynuował na Uniwersytecie Wileńskim (1978–1985).
W młodości uprawiał wioślarstwo – zdobył brązowy medal podczas igrzysk olimpijskich w Moskwie w 1980. Osada ZSRR w składzie: Wiktor Kakoszyn, Andrij Tyszczenko, Ołeksandr Tkaczenko, Jonas Pinskus, Jonas Narmontas, Andrij Łuhin, Ołeksandr Mancewycz, Ihar Majstrenka i Hryhorij Dmytrenko (sternik) zajęła trzecie miejsce w ósemkach. W finale uplasowali się o 3,61 sekundy za osadą NRD i o 0,74 sekundy za osadą Wielkiej Brytanii. Był to jego jedyny start olimpijski.
W tej samej konkurencji zdobył także złoto na mistrzostwach świata w Monachium (1981) i mistrzostwach świata w Mechelen (1985) oraz srebro na mistrzostwach świata w Nottingham (1986). Ponadto zajął trzecie miejsce w czwórkach ze sternikiem na mistrzostwach świata w Duisburgu (1983).
Był również trzykrotnym mistrzem Litwy i siedmiokrotnym mistrzem Związku Socjalistycznych Republik Radzieckich w tej dyscyplinie. Od 1988 do 1990 pozostawał zatrudniony jako trener w klubie „Dinamo”, a w latach 1996–2000 stał na czele stowarzyszenia byłych sportowców „Penki žiedai”. W 1998 został uhonorowany medalem „Už nuopelnus Lietuvos sportui”, a trzy lata później wygrał konkurs na sportowca stulecia powiatu szawelskiego.
Po 1990 zajął się prywatną działalnością gospodarczą, był m.in. dyrektorem spółek akcyjnych „Sajona” (1990–1993) i „Edroma” (1993–2000), przewodniczącym rady nadzorczej kiejdańskiej firmy „Guotas” (1995–2002), właścicielem i zastępcą dyrektora spółki „Dovydo transportas” (2001–2004).
Od 2003 działacz Partii Pracy, w 2006 został jej wiceprzewodniczącym. W wyborach parlamentarnych w 2004 uzyskał mandat posła z listy krajowej tej partii. Przez krótki okres pełnił funkcję przewodniczącego jej frakcji w parlamencie, później był jego zastępcą (2006–2007). W wyborach w 2008 bez powodzenia ubiegał się o reelekcję, na liście krajowej uzyskał 10. (pierwszy niemandatowy) wynik. Kandydował bezskutecznie z ramienia Partii Laburzystów również w okręgu wyborczym Wilno-Szyrwinty, otrzymując w I turze 11,2% głosów. Mandat poselski objął ponownie w 2009, po rezygnacji Viktora Uspaskicha w związku z jego wyborem do PE. Złożył go w 2011 po objęciu stanowiska w kierownictwie samorządu Wilna. W wyborach w 2012, podobnie jak jego żona Živilė Pinskuvienė, uzyskał mandat poselski z listy krajowej, jednak oboje zostali ich pozbawieni na skutek zatwierdzenia przez Sejm orzeczenia Sądu Konstytucyjnego w związku z tzw. aferą kupowania głosów. Związał się później z Litewską Socjaldemokratyczną Partią Pracy. Z jej ramienia w 2020 został ponownie wybrany do Sejmu, a w czerwcu 2021 stanął na czele tej partii (która przyjęła następnie nazwę Litewska Partia Regionów). W wyborach z października 2024 jego ugrupowanie nie uzyskało żadnych mandatów; w listopadzie tego samego roku Jonas Pinskus zrezygnował z kierowania partią. Później jednak podjął działania do utrzymania władzy w partii.

## Życie prywatne
Żonaty z Živilė Pinskuvienė, mają czwórkę dzieci.